# Quartz Lake (Flathead County, Montana)
Der Quartz Lake ist ein 3,52 km² großer See in den Rocky Mountains im US-Bundesstaat Montana. Der See ist glazialen Ursprungs und befindet sich im Glacier-Nationalpark.

## Lage
Der Quartz Lake befindet sich am Westhang der Livingston Range, ein Gebirgszug der Rocky Mountains. Der 1347 m hoch gelegene See wird vom Quartz Creek in westlicher Richtung durchflossen. Direkt unterhalb des Quartz Lake befindet sich der 19 ha große „Middle Quartz Lake“. Weiter talabwärts gibt es noch den 67 ha großen Lower Quartz Lake. Der Quartz Lake befindet sich 50 km nördlich von Columbia Falls, MT. Zur kanadischen Grenze im Norden sind es 19 km. Der Quartz Lake ist 6,3 km lang und bis zu 780 m breit. Der Quartz Lake befindet sich unterhalb der Südflanke der 2467 m hohen Cerulean Ridge. Südöstlich und östlich des Sees erheben sich der 2611 m hohe Logging Mountain und der 2938 m hohe Vulture Peak. Am westlichen Seeende befindet sich ein einfacher Zeltplatz, der „Quartz Lake Campground“. Dieser ist über eine staubige, ungeteerte Zugangsstraße, der „Inside North Fork Road“, erreichbar. Eine ein- oder zweitägige Rundwanderstrecke („Quartz Lake Loop Trail“, 20,5 km, 450 Höhenmeter) beginnt am Bowman Lake-Parkplatz und führt am Quartz Lake vorbei.

## Seefauna
Im Glacier-Nationalpark lief 2019 ein Programm zum Schutz heimischer Fische. Dieses Projekt ergänzte die laufenden Bemühungen in Zusammenarbeit mit dem U.S. Geological Survey zur Wiederansiedlung der Stierforelle im Quartz Lake und im benachbarten Logging Lake.